# 10002 Bagdasarian
A 10002 Bagdasarian (ideiglenes jelöléssel 1969 TQ1) a Naprendszer kisbolygóövében található aszteroida. Ljudmila Ivanovna Csernih fedezte fel 1969. október 8-án.